# Tina Lauener
Tina Lauener (* 26. April 2000) ist eine Schweizer Unihockeyspielerin. Sie steht beim Nationalliga-A-Vertreter Zug United unter Vertrag.

## Karriere

### Verein

#### Zug United
Lauener begann ihre Karriere beim UHC Bremgarten. Später wechselte sie in den Nachwuchs zu Zug United. 2016 debütierte sie in der ersten Mannschaft des Zug United in der Nationalliga A, nachdem sie in der U21-Mannschaft des UHC Zugerland mit starken Leistungen auf sich aufmerksam gemacht hatte.

### Nationalmannschaft
2016 debütierte Lauener in der U19-Unihockeynationalmannschaft der Schweiz. Sie wurde an der U19-Floorball Tour der Damen zum ersten Mal eingesetzt.